# 中華信義會
中华信义会，是基督教新教信义宗在中國的教會之一。1920年由一些同属路德宗的传教会联合组成，总部在湖北汉口。
1951年，中華信義會声明与国外教會脱离关系，改名为中国基督教信义会。不少教會轉至香港；在台灣則成立台灣信義會。